# バイダーク

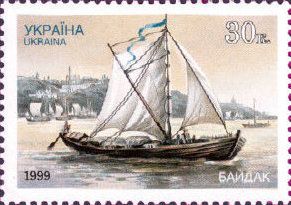
ウクライナの切手。1999年

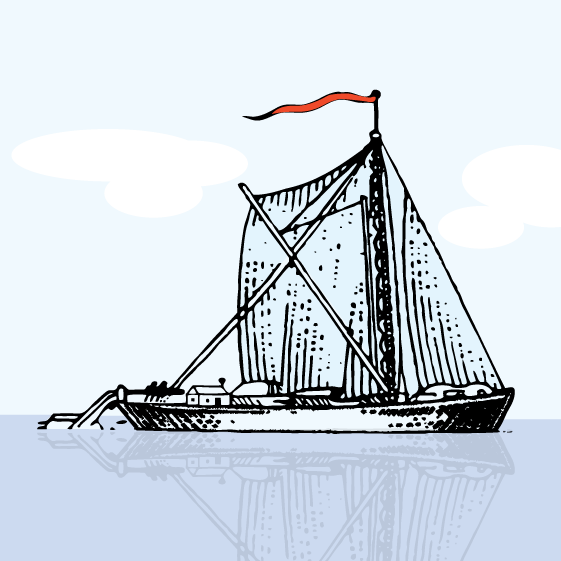
バイダークのイラスト

バイダーク (露: байда́к, 英: Baidak) は16-19世紀、現在のウクライナ地域で用いられた木造帆船。 コグ船に似ている。平滑な平底を有し、船幅はおよそ3-4メートルで、両端（船首と船尾）に向かい細くなっている。5メートルのマストを1本備えている。全長は15-20（または36-60）メートルで、約200トンの積荷を運搬できた。操船はオール または帆によった。
バイダークは主にドニプロ川およびドン川の舟運に用いられたが、 ザポロージャ・コサックによる 黒海への軍事遠征にもしばしば用いられた。